# Campephilus pollens
Campephilus pollens е вид птица от семейство Picidae.

## Разпространение
Видът е разпространен във Венецуела, Еквадор, Колумбия и Перу.